# Markwayne Mullin

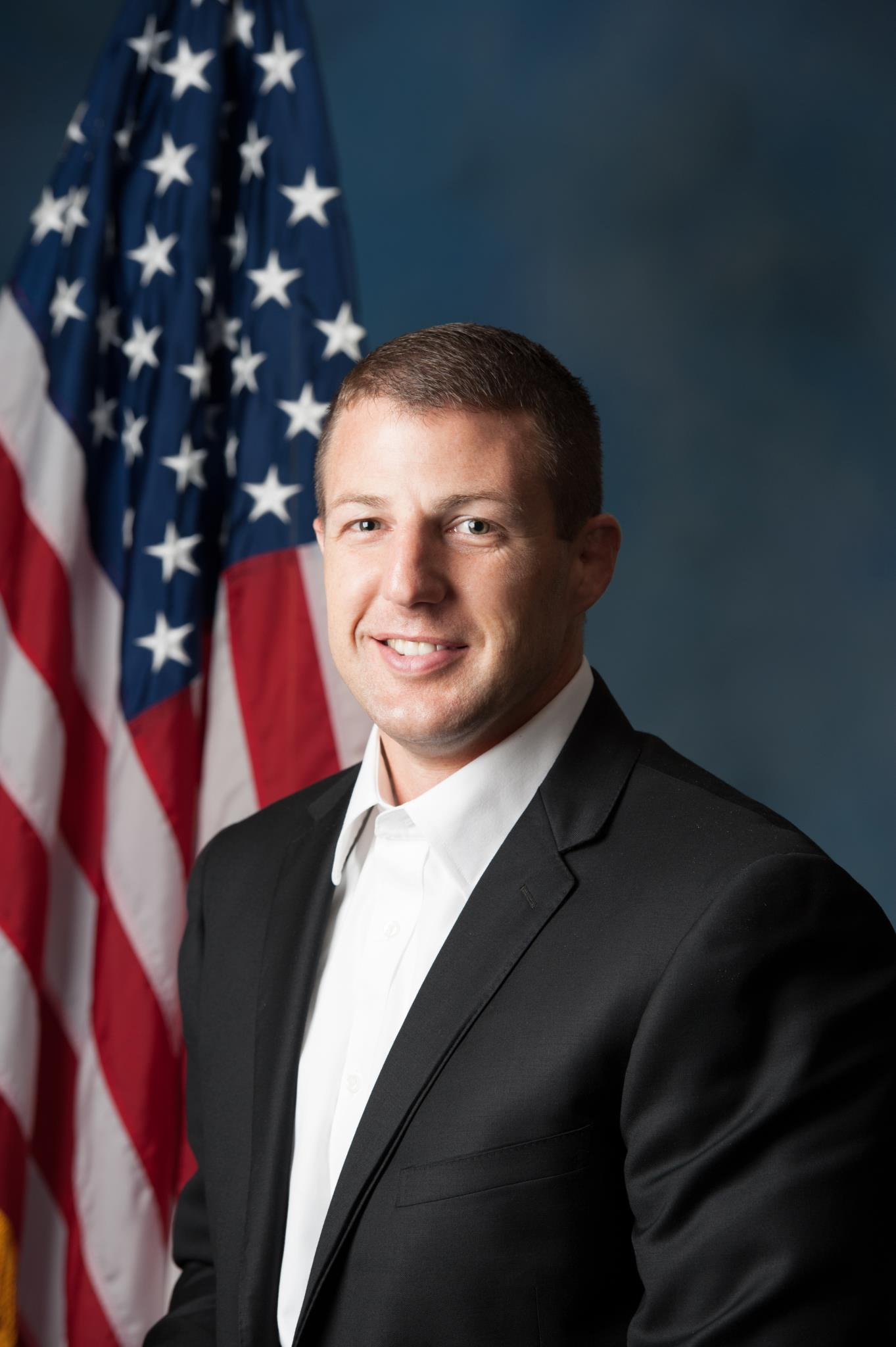
Markwayne Mullin (2013)

Markwayne Mullin (* 26. Juli 1977 in Tulsa, Oklahoma) ist ein US-amerikanischer Politiker der Republikanischen Partei. Von 2013 bis 2023 vertrat er den Bundesstaat Oklahoma im US-Repräsentantenhaus. Im Jahr 2022 wurde er in den Senat der Vereinigten Staaten gewählt, dem er seit Januar 2023 angehört.

## Werdegang
Markwayne Mullin absolvierte die Stillwell High School und studierte danach bis 1996 am Missouri Valley College in Marshall ohne Abschluss: Als sein Vater erkrankte, übernahm Markwayne im Alter von 20 Jahren dessen Installateur-Betrieb mit sechs Mitarbeitern. Gemeinsam mit seiner Frau Christie baute er ihn aus zur größten Installations-Firma Oklahomas.
Als Mullin 2012 seine politische Karriere begann, meldete er jährliche Einkünfte zwischen 200.000 und 2 Mio. US$ aus den Familienbetrieben. 2020 meldete er fünf Firmen in seinem Namen mit Bewertungen von $3.5 Millionen bis $16.5 Millionen. Im Mai 2022, vor seiner Kandidatur für den US-Senat, verkaufte er die Rechte an HomeTown Services.
2010 erhielt er einen Associate Degree vom Oklahoma State University Institute of Technology in Okmulgee. Er betätigte sich auch als Kampfsportler, Rancher und moderierte eine Heimwerker-Radiotalkshow.

## Politik
Bei den Kongresswahlen des Jahres 2012 wurde Mullin im zweiten Kongresswahlbezirk von Oklahoma in das US-Repräsentantenhaus in Washington, D.C. gewählt, wo er am 3. Januar 2013 die Nachfolge des nicht mehr kandidierenden Demokraten Dan Boren antrat. Bei den Wahlen erreichte er 57 Prozent der Wählerstimmen. Sein demokratischer Gegenkandidat Rob Wallace kam auf 33 Prozent. Nach bisher vier Wiederwahlen in den Jahren 2014 bis 2020 übte er sein Mandat aus bis  zum Ende der Legislaturperiode im Repräsentantenhaus des 117. Kongresses am 3. Januar 2023. Oklahomas Delegation im Kongress besteht damit nun seit 2013, mit Ausnahme der Jahre 2019–2021, ausschließlich aus Republikanern.
Mullin kandidierte 2022 für den Senatssitz von Jim Inhofe, der wegen Long COVID vorzeitig aus dem Amt ausschied. Mullin gewann die republikanische Vorwahl und konnte sich in der Hauptwahl gegen die demokratische Kandidatin Kendra Horn durchsetzen.
Im Repräsentantenhaus war er Mitglied im Ausschuss für natürliche Ressourcen und im Ausschuss für Verkehr und Infrastruktur sowie in mehreren Unterausschüssen.
Im Dezember 2020 unterstützte Mullin die Klage Texas v. Pennsylvania vor dem Verfassungsgericht, mit der Bidens Wahlsieg gegen Trump in Zweifel gezogen wurde. Im Januar 2021 erlebte er dann den Angriff auf das Kapitol, wo er sich mit anderen Abgeordneten gegen den angreifenden Mob verbarrikadierte.

## Privat
Mullin ist Cherokee und damit nach dem Ausscheiden von Ben Nighthorse Campbell 2005 der einzige Ureinwohner im US-Senat.
Markwayne Mullin ist verheiratet und Vater von sechs Kindern; die Familie lebt privat in Westville.